# Јуки Цунода
Јуки Цунода (јап. 角田 裕毅, латинизовано: ; 11. мај 2000.) je јапански професионални возач Скудерија Алфа Таури у најпознатијем тркачком такмичењу, Формула 1. Подржан од стране Хонде од 2016. године кроз Хонда формула дрим проџект тим био је јапански Ф4 шампион за 2018. годину, док је 2019. године, добио појачање од Ред Бул-а. Завршио је на трећем месту Формула 2 шампионата 2020. године и дебитовао у Формули 1 2021. године за тим Алфа Таури.

## Каријера

### Картинг
Цунода је рођен у Сагамихари, префектури Канагава, а своју професионалну тркачку каријеру започео је 2010. године, доласком у ЈАФ Јуниор Картинг Првенство, преласком у регионални разред 2013. и у национални разред 2014. године.

### 2016 - 2018ː Јапанска Формула 4
Цунода је 2016. године дипломирао на Хондиној Сузука тркачкој школи, у напредном разреду формуле и тако постао члан Хонда формула дрим проџект. Исте године се по први пут појавио на једнократном јапанском Ф4 првенству са Сутекина тимом у граду Сузуки. Тада је у првој трци завршио на другом месту, док је другу трку завршио на четвртој позицији.
Своју прву комплетну сезону започео је 2017. године на Ф4 јапанском првенству, док се упоредо такмичио на регионалним источним серијама ЈАФ Ф4 јапанског првенства. Освојио је титулу регионалног, а на националном Формула 4 првенству је завршио на трећем месту. На оба првенства се такмичио са Хондом.
Цунода је 2018. године  наставио да се трка на јапанском Ф4 такмичењу са Хонда формула дрим проџект тимом. Титулу је освојио са седам победа.

### 2019: ФИА Формула 3
Пошто се Хонда повезала са Ред Бул-ом у Формули 1, Цунода се такође придружио млађем тиму Ред Бул-а уз програм Хонде. Крајем 2018. године најављено је да ће се Цунода придружити Јензер Мотоспорт-у на ново-најављеном ФИА Формула 3 првенству. Завршио је на 9. позицији на првенству са 3 подијума и једном победом, постигавши све поене свог тима током те сезоне.
Цунода се такође такмичио за Мотопарк на отвореном првенству Еуроформуле, након отказивања Формуле Европског мастерса. Након освојеног другог места у првој трци на Паул Ричард-у и трећег места на Великој награди Пау, Цунода је освојио своју прву победу у другој трци на Хокенхајму 
.

### 2020: ФИА Формула 2
На почетку 2020. Хонда објављује да Јуки Цунода прелази у Карлин мотоспорт тркајући се на ФИА Формула 2 шампионату. Током сезоне 2020, остварио је 3 победе, 4 пол позиције, 7 подијума и тако завршио на трећем месту са 200 остварених поена.

### Формула 1
У Августу 2020, директор Алфа Таурија, Франц Тост објављује да ће Јуки Цунода возити за тим почетничку пробну вожњу на крају сезоне у Абу Дабију у децембру 2020. године. Своју прву трку возио је СТР13 аутомобил на аутомобилској стази Енцо и Дино Ферари, покрај италијанског градића Имола. Поново је, на истом месту, тестирао машинерију Формуле 1 у јануару 2021. овог пута возећи Алфа Таури СТР14, Торо Росов аутомобил 2019. године.

#### Алфа Таури (2021 - )
Заменио је Данил Квјата у тиму за сезону 2021. Број његовог аутомобила је 22, претходно коришћен од стране Џенсона Батона.
На отварању сезоне Велике награде Бахреина, Цунода је завршио на деветом месту. Након трке, Рос Брон, технички директор Формуле 1 га је подравио назваши га ”најбољим новајлијом Формуле 1 годинама”.
Цунода и његов колега Пјер Гасли су задржани за сезону 2022. године од стране Алфа Таурија.

## Резултати
| Сезона | Првенство                      | Тим                        | Трке | Победе | Пол | НК | Подијуми | Поени | Позиције |
| ------ | ------------------------------ | -------------------------- | ---- | ------ | --- | -- | -------- | ----- | -------- |
| 2016.  | Ф4 јапанско првенство          | Сутекина рејсинг тим       | 2    | 0      | 0   | 0  | 1        | 30    | 16.      |
| 2017.  | Ф4 јапанско првенство          | Хонда формула џрим проџект | 14   | 3      | 4   | 1  | 6        | 173   | 3.       |
| 2018.  | Ф4 јапанско првенство          | Хонда формула џрим проџект | 14   | 7      | 8   | 4  | 11       | 245   | 1.       |
| 2019.  | ФИА Формула 3 првенство        | Џензер Мотоспорт           | 16   | 1      | 0   | 1  | 3        | 67    | 9.       |
| 2019.  | Отворено првенство Еуроформуле | Мотопарк                   | 14   | 1      | 0   | 3  | 6        | 151   | 4.       |
| 2019.  | Велика награда Макао           | Хич ГП                     | 1    | 0      | 0   | 0  | 0        | Н/А   | 11.      |
| 2020.  | ФИА Формула 2                  | Карлин                     | 24   | 3      | 4   | 1  | 7        | 200   | 3.       |
| 2020.  | Тојтоа рејсинг првенство       | M2 Компетишн               | 15   | 1      | 0   | 0  | 3        | 257   | 4.       |
| 2021.  | Формула 1                      | Алфа Таури                 | 22   | 0      | 0   | 0  | 0        | 32    | 14.      |
| 2022.  | Формула 1                      | Алфа Таури                 | 17   | 0      | 0   | 0  | 0        | 11*   | 17.*     |

* - Сезона у току.

### Комплетни резултати у Формули 1
| Година | Тим        | Шасија          | Мотор                 | 1      | 2       | 3       | 4       | 5       | 6       | 7       | 8       | 9       | 10      | 11      | 12      | 13      | 14      | 15      | 16      | 17      | 18      | 19      | 20      | 21      | 22     | Вш   | Поени |
| ------ | ---------- | --------------- | --------------------- | ------ | ------- | ------- | ------- | ------- | ------- | ------- | ------- | ------- | ------- | ------- | ------- | ------- | ------- | ------- | ------- | ------- | ------- | ------- | ------- | ------- | ------ | ---- | ----- |
| 2021.  | Алфа Таури | Алфа Таури АТ02 | Хонда RA621H 1.6 V6 t | БАХ 9. | ЕМИ 12. | ПОР 15. | ШПА Оду | МОН 16. | АЗЕ 7.  | ФРА 13. | ШТА 10. | АУТ 12. | ВБР 10. | МАЂ 6.  | БЕЛ 15. | ХОЛ Оду | ИТА НК  | РУС 17. | ТУР 14. | САД 9.  | МЕК Оду | БРА 15. | КАТ 13. | САУ 14. | АБУ 4. | 14.  | 32    |
| 2022   | Алфа Таури | Алфа Таури АТ03 | Ред бул RBPTH001 V6 t | БАХ 8. | САУ НК  | АУС 15. | ЕМИ 7.  | МАЈ 12. | ШПА 10. | МОН 17. | АЗЕ 13. | КАН Оду | ВБР 14. | АУТ 16. | ФРА Оду | МАЂ 19. | БЕЛ 13. | ХОЛ Оду | ИТА 14. | СИН Оду | ЈАП     | САД     | МЕК     | БРА     | АБУ    | 17.* | 11*   |